# Попов, Велизар
Велизар Эмилов Попов (болг. Велизар Емилов Попов; род. 7 февраля 1976, Пловдив) — болгарский футбольный тренер.

## Биография
Воспитанник клуба «Локомотив» (Пловдив). Свою игровую карьеру Попов был вынужден завершить из-за травмы в 23 года. Став тренером, он несколько лет работал с юниорами болгарских клубов «Спартак» и «Черно море». В 2009 году Попов вошёл в тренерский штаб последнего клуба, когда у его руля стоял Никола Спасов. В 2009/2010 годах он был главным тренером команды. В то время Попову удалось привлечь в ряды «Черно море» известного бразильского нападающего Марио Жардела. Однако после окончания сезона он покинул свой пост.
В 2011 году болгарский специалист был назначен на пост главного тренера молдавского клуба «Костулены». Перед Поповым ставилась задача занять место в первой шестерке и побороться за выход в еврокубки. Однако она была полностью провалена и «Костулены» заняли последнее место в Национальной дивизии. За 9 туров до конца первенства болгарин ушёл в отставку. Местным любителям футбола Попов запомнился своим эпатажным поведением. Он красноречиво критиковал арбитров на пресс-конференциях, и не раз подвергался дисквалификациям за эмоциональные выкрики в адрес арбитров и за постоянные выходы на поле.
С 2012 года Велизар Попов работает на азиатском континенте. В 2013 году он привел «Нью Радиант» к победе в чемпионате Мальдив. После него он тренировал оманский «Сур» и таиландский «Супханбури».
В 2015 году наставник являлся главным тренером сборной Мальдив по футболу.

## Достижения
- Чемпион Мальдив (2): 2012, 2013
- Обладатель Кубка Мальдив: 2013
- Обладатель Суперкубка Мальдив (2): 2012, 2013
- Бронзовый призёр Игр Юго-Восточной Азии: 2019